# Forastero
Forastero (spanisch „Fremdling“) ist eine Varietät des Kakaobaumes (Theobroma cacao) und gilt neben dem Criollo als ursprüngliche Variante aller Kakaosorten. Der Forastero liefert gute Erträge und ist weniger anfällig gegenüber Krankheiten und Schädlingen als der Criollo. Deshalb ist der Großteil des weltweit in allen wichtigen Produzentenländern angebauten und gehandelten Kakaos vom Typ Forastero. Forastero-Kakao hat einen kräftigeren Kakaogeschmack, ist aber teilweise bitter oder säuerlich und weitaus weniger aromatisch als der Criollo-Kakao.
Der Forastero hat seinen Ursprung in den Regenwäldern des Amazonas-Gebietes, daher bezeichnete man ihn im Unterschied zu den in Venezuela einheimischen Criollo-Kakaos als Fremdling. Kakaosorten aus Ecuador, die folglich ebenso als Forasteros bezeichnet wurden, hat man inzwischen wegen ihrer geschmacklichen Eigenschaften die eigene Bezeichnung „Nacional“ gegeben.
Die Forasteros teilt man wie folgt nach ihrer geographischen Herkunft ein:
- Lower Amazon Forastero (Forastero vom unteren Amazonas),

z. B. die Sorte IFC-1, die an der Elfenbeinküste kultiviert wird
- Upper Amazon Forastero (Forastero vom oberen Amazonas)

z. B. die für die Züchtung wichtigen Sorten IMC-67 und Scavina 6
- Guyane Forastero (Forastero aus Guayana)